# Rete meccanica
Una rete meccanica è un'interconnessione astratta di elementi meccanici in analogia con uno schema circuitale elettrico. Gli elementi includono corpi rigidi, molle, smorzatori, trasmissioni e attuatori.

## Simboli di rete

Alcuni simboli per gli elementi usati negli schemi delle reti meccaniche

I simboli da sinistra a destra sono: elemento di rigidezza indicato con {\displaystyle S} dall'inglese stiffnes (per esempio, una molla), massa indicata con {\displaystyle M} (corpo rigido), elemento di resistenza meccanica indicato con {\displaystyle R_{m}} (per esempio, uno smorzatore), generatore di forza {\displaystyle F}, generatore di velocità {\displaystyle u}. I simboli per i generatori dipendono da quale analogia elettromeccanica si sta usando. I simboli mostrati sono relativi all'analogia di Maxwell. Nel caso dell'analogia di Firestone vengono invertiti i simboli, rappresentando rispettivamente generatore di velocità e generatore di forza.